# فلوران هاديرغجوناج
فلوران هاديرغجوناي (31 يوليو 1994 في سويسرا - ) هو لاعب كرة قدم كوسوفي في مركز الظهير. شارك مع منتخب سويسرا تحت 20 سنة لكرة القدم ومنتخب سويسرا تحت 21 سنة لكرة القدم. أما مع النوادي و يلعب مع منتخب كوسوفو لكرة القدم .

## وصلات خارجية
- فلوران هاديرغجوناج على موقع الاتحاد الدولي (مؤرشف)  (الإنجليزية)
- فلوران هاديرغجوناج على موقع الاتحاد الأوربي (الإنجليزية)
- فلوران هاديرغجوناج على موقع اتحاد تركيا (لاعب) (الإنجليزية)
- فلوران هاديرغجوناج على موقع قاعدة بيانات كرة القدم.إي يو (الإنجليزية)
- فلوران هاديرغجوناج على موقع ناشيونال فوتبول تيمز (الإنجليزية)
- فلوران هاديرغجوناج على موقع Soccerbase.com (لاعب) (الإنجليزية)
- فلوران هاديرغجوناج على موقع Soccerway.com (الإنجليزية)
- فلوران هاديرغجوناج على موقع عالم كرة القدم.نت (الإنجليزية)
- فلوران هاديرغجوناج على موقع AS.com (الإسبانية)